# バクテリウス
『バクテリウス』（Bacterius）はPLAYSTATION Storeで配信されているPlayStation 3（PS3）専用の新感覚アクションシューティングゲーム。人間の体内を舞台にしており、細胞の有機的な表現が特徴。
コントローラーの左スティックで自機を移動、右スティックで倒した方向に弾を発射し、体内に発生した悪性バクテリアを駆逐し、ステージをクリアしていく。パワーユニットを取得することで自機のショットがパワーアップする。プロテインを一定量取得するとL2ボタンで「メディカルボム」を使用できるようになる。メディカルボムは自機を中心とした一定範囲内を攻撃する。
また、クリアしたステージのハイスコアはオンラインでアップロード、ダウンロードできる。